# مارك برلاند
مارك برلاند (بالإنجليزية: Mark Breland)‏ (مواليد 11 مايو 1963) هو ملاكم أمريكي، مثّل بلاده في الألعاب الأولمبية الصيفية 1984 وحقق الميدالية الذهبية في فئة وزن الوليتر.

## روابط خارجية
- مارك برلاند على موقع IMDb (الإنجليزية)
- مارك برلاند على موقع قاعدة بيانات الفيلم (الإنجليزية)

مارك برلاند على موقع بوكس ريك (الإنجليزية) (registration required)
- مارك برلاند على موقع أوليمبيديا (الإنجليزية)